# پرویز هاشمی
پرویز هاشمی سرتیپ ارتش جمهوری اسلامی ایران است، که هم‌اکنون به‌عنوان معاون عملیات قرارگاه مرکزی خاتم‌الانبیا فعالیت می‌کند، همچنین مدرس دانشگاه فرماندهی و ستاد آجا است.
وی در خلال جنگ ایران و عراق از فرماندهان نیروی زمینی ارتش بود و از جانبازان جنگ به‌شمار می‌آید. هاشمی از اواسط دهه ۱۳۷۰ تا سال ۱۳۸۲ فرماندهی لشکر ۶۴ ارومیه را برعهده داشت و از ۱۳۸۲ تا ۱۳۸۹ فرمانده ارشد ارتش در استان‌های فارس و کهگیلویه و بویراحمد بود. او در فاصله سال‌های ۱۳۸۹ تا ۱۳۹۵ به‌عنوان معاون عملیات ارتش جمهوری اسلامی ایران فعالیت می‌کرد و از ۱۳۹۵ معاون عملیات قرارگاه مرکزی خاتم‌الانبیا است.